# Comuna Peatîhatkî, Vasîlivka
Peatîhatkî (în ucraineană П`ятихатки) este o comună în raionul Vasîlivka, regiunea Zaporijjea, Ucraina, formată din satele Jerebeankî, Lobkove, Mali Șcerbakî, Pavlivka și Peatîhatkî (reședința).

## Demografie
Componența lingvistică a comunei Peatîhatkî
     Ucraineană (89,91%)
     Rusă (9,36%)
     Alte limbi (0,46%)
Conform recensământului din 2001, majoritatea populației comunei Peatîhatkî era vorbitoare de ucraineană (89,91%), existând în minoritate și vorbitori de rusă (9,36%).